# 月光ゲーム Yの悲劇'88
『月光ゲーム Yの悲劇'88』（げっこうゲーム ワイのひげき'88）は有栖川有栖のデビュー長編である推理小説。学生アリスシリーズの1作目。

## 解説
本作は、「鮎川哲也と十三の謎」の一冊として東京創元社より刊行された作品である。
本作を初めとする「学生アリスシリーズ」ではクローズド・サークル物の事件が定番であり、本作では火山の噴火で孤立したキャンプ場が舞台となる。また、同シリーズはエラリー・クイーンの影響を受け、全長編作品にクイーンの「国名シリーズ」に倣（なら）って「読者への挑戦」が挿入されており、本作では第5章と第6章の間に挿入されている。
さらに本作においては、「Y」というダイイング・メッセージが残されていることからクイーンの代表作『Yの悲劇』にちなんだ副題が付けられており、また、火山の噴火で窮地に立たされた中で推理を行うという設定は、迫り来る山火事の中で推理を行う『シャム双子の謎』を連想させる。
なお、7月に1988年度第一次夏合宿が行われており、本作で行われた矢吹山キャンプは1988年度第二次夏合宿になる。
「このミステリーがすごい!」1989年17位。

## あらすじ
英都大学推理小説研究会のメンバーたち（部長の江神二郎・望月周平・織田光次郎・有栖川有栖）は、夏休みに合宿でやって来た矢吹山のキャンプ場で、雄林大学・神南学院短期大学のグループと共に楽しい時を過ごしていた。しかし、3日目の朝、神南学院短期大学の山崎小百合が下山すると書き置きを残して姿を消していた。皆が戸惑う中、突如として山が噴火する。噴火が治まったところで下山しようとした一行だが、山崩れにより道が閉ざされて下山が不可能となってしまった。
翌朝、雄林大学の戸田文雄の刺殺体が発見され、地面には「Y」という文字が残されていた。いつ来るか分からない救援隊を、噴火と謎の殺人犯の恐怖におびえながら待ちわびる一行に、翌晩2度目の噴火が襲いかかり、噴火が鎮まると一色尚三の姿が消えていた。さらにその翌晩には北野勉も刺殺体で発見され、今度は筆記体で「y」の文字が残されていた。
いつ終わるとも知れず激しさを増す噴火活動を前に生命の危険に晒された一行は、決死の下山行を決断し、互いに励まし助け合いながら道なき道を進むが、再び起こった噴火に大地が大きく揺れて吊り橋が川へ落ち、ついに万事休してしまう。もはや救助を待つよりない一同を前に、江神は一連の事件の真相を解明しようと推理を試みる。

## 登場人物

### 英都大学推理小説研究会
- 江神 二郎（えがみ じろう） - 文学部4回生。
- 望月 周平（もちづき しゅうへい） - 経済学部2回生。モチと呼ばれている。
- 織田 光次郎（おだ こうじろう） - 経済学部2回生。信長と呼ばれている。
- 有栖川 有栖（ありすがわ ありす） - 法学部1回生。アリスと呼ばれている。

### 雄林大学
- 北野 勉（きたの つとむ） - 経済学部3回生。ベンと呼ばれている。
- 司 隆彦（つかさ たかひこ） - 商学部3回生。ピースと呼ばれている。
- 戸田 文雄（とだ ふみお） - 法学部2回生。弁護士と呼ばれている。
- 竹下 正樹（たけした まさき） - 理学部2回生。博士と呼ばれている。
- 晴海 美加（はるみ みか） - 文学部3回生。
- 菊池 夕子（きくち ゆうこ） - 文学部2回生。
- 嵐 竜子（あらし たつこ） - 文学部1回生。
- 一色 尚三（いっしき しょうぞう） - 法学部3回生。
- 見坂 夏夫（みさか なつお） - 法学部3回生。神主と呼ばれている。
- 年野 武（ねんの たけし） - 法学部3回生。

### 神南学院短期大学
- 山崎 小百合（やまざき さゆり） - 英文科1回生。サリーと呼ばれている。
- 姫原 理代（ひめはら りよ） - 英文科1回生。
- 深沢 ルミ（ふかざわ るみ） - 英文科1回生。ルナと呼ばれている。

## 書誌情報
- 1989年1月、東京創元社、ISBN 978-4-488-02314-0
- 1994年7月、創元推理文庫、ISBN 978-4-488-41401-6

## 漫画版
本作品を原作として鈴木有布子作画で『月光ゲーム』の題で漫画化された。『コミックブレイドMASAMUNE』および『コミックブレイドZEBEL』（共にマッグガーデン）にて連載。単行本は全1巻。掲載誌は以下の通り。
- コミックブレイド臨時増刊コミックブレイドMASAMUNE2005年春号
- コミックブレイド臨時増刊コミックブレイドMASAMUNE2005年初夏号
- 隔月刊コミックブレイドMASAMUNE2005年夏号
- 隔月刊コミックブレイドMASAMUNE2005年秋号
- 隔月刊コミックブレイドMASAMUNE2006年冬号
- コミックブレイドZEBEL Vol.2

## オーディオブック

### kikubon版
2016年2月19日より、kikubonで配信された。朗読は下山吉光。

### audiobook版
2017年6月18日より、audiobook.jpで配信された。ナレーターは相濱快斗、脇野星、佐々木貴久、松平真之介、伊藤美穂、工藤博樹、斉藤啓佑、佐野翔子、豊原ケイ、中平成哉、三門正樹、三原佐保子。